# Du Herre, vår Herre
Du Herre, vår Herre är en psalm med engelsk text, översatt till svenska 1976 av Anna-Stina Thorsell Ahlm. Musiken är en folkmelodi. I Herren Lever 1977 är koralsatsen skriven av Ingemar Braennstroem.

## Publicerad i
- Herren Lever 1977 som nummer 811 under rubriken "Fader, Son och Ande - Gud, vår Skapare och Fader".[2]
- Cantarellen 1984 som nummer 16.[3]
- Psalmer och Sånger 1987 som nummer 354 under rubriken "Fader, Son och Ande - Gud, vår Skapare och Fader".[4]
- Segertoner 1988 som nummer 347 under rubriken "Fader, son och ande - Gud, vår Skapare och Fader".[1]
- Verbums psalmbokstillägg 2003 som nummer 714 under rubriken "Gud, vår skapare och Fader".